# Fléré-la-Rivière
Fléré-la-Rivière ist eine Gemeinde in Frankreich. Sie gehört zur Region Centre-Val de Loire, zum Département Indre, zum Arrondissement Châteauroux und zum Kanton Buzançais.

## Geographie
Die Gemeinde an der Indre grenzt im Nordwesten an Bridoré, im Norden an Saint-Hippolyte, im Nordosten an Saint-Cyran-du-Jambot, im Südosten an Châtillon-sur-Indre, im Süden an Cléré-du-Bois, im Südwesten an Saint-Flovier, im Westen an Verneuil-sur-Indre.
Fléré-la-Rivière hat einen Bahnhof an der Regionallinie der TER Centre von Châteauroux nach Tours.

## Bevölkerungsentwicklung
| Jahr      | 1962 | 1968 | 1975 | 1982 | 1990 | 1999 | 2008 | 2018 |
| --------- | ---- | ---- | ---- | ---- | ---- | ---- | ---- | ---- |
| Einwohner | 678  | 630  | 557  | 595  | 628  | 594  | 603  | 544  |